# 危地马拉—土耳其关系
危地马拉－土耳其关系（西班牙語：Relaciones Guatemala-Turquía）是指危地马拉和土耳其之间的双边关系。两国于1882年8月10日建交。危地马拉与土耳其两国均在对方首都设立了大使馆。